# Адміністративна діяльність
Адміністративна діяльність — встановлена законом чи конституцією держави різного роду розпорядча діяльність органів державного управління, виконавчої влади, керівних органів установ, підприємств, організацій тощо; фактичне здійснення органами державної влади своїх цілей та завдань, функцій та методів, які виявляються у різноманітних діях, поведінці державних службовців, а також їх взаємозв'язках з іншими учасниками управлінських відносин.
Адміністративна діяльність регулюється нормами адміністративного права через діяльність органів державної влади, а реалізується в адміністративно-правових формах із використанням адміністративно-правових методів регулювання (імперативних чи диспозитивних) для реалізації своєї компетенції.

## Термін
Поняття «адміністративна діяльність» деякими правниками ототожнюється з поняттями «державне управління», «виконавча влада». Інколи синонімом до терміна адміністративна діяльність виступає більш ширше поняття «адміністративно-публічна діяльність», яке стосується і державно-управлінської, і владно-публічної діяльності.

## Види
Виділяють внутрішню і зовнішню адміністративну діяльність. Внутрішня стосується діяльності адміністративних органів усередині і спрямована на забезпечення внутрішнього управління. Функціонують ці органи за допомогою внутрішніх адміністративно-правових методів.
Зовнішня спрямована на забезпечення регулювання, охорони й захисту суспільних відносин, що виникають поза адміністративними органами або їх системами.
Також залежно від цілей розрізняють адміністративно-нормотворчу та адміністративно-правозастосовчу діяльність.